# 鹿屋都市圏
鹿屋都市圏（かのやとしけん）は、鹿児島県鹿屋市を中心とする都市圏である。

## 都市雇用圏（10% 通勤圏）
金本良嗣・徳岡一幸によって提案された都市圏。細かい定義等は都市雇用圏に則する。一般的な都市圏の定義については都市圏を参照のこと。
- 10% 通勤圏に入っていない町村は、各統計年の欄で灰色かつ「-」で示す。

| 自治体 ('80) | 1980年                 | 1990年                 | 2000年                 | 2005年                 | 2010年                 | 2015年                 | 自治体 （現在） |
| ------------ | ---------------------- | ---------------------- | ---------------------- | ---------------------- | ---------------------- | ---------------------- | --------------- |
| 輝北町       | -                      | -                      | -                      | -                      | 鹿屋 都市圏 15万2243人 | 鹿屋 都市圏 15万4508人 | 鹿屋市          |
| 鹿屋市       | 鹿屋 都市圏 11万1074人 | 鹿屋 都市圏 11万4435人 | 鹿屋 都市圏 12万7871人 | 鹿屋 都市圏 13万7544人 | 鹿屋 都市圏 15万2243人 | 鹿屋 都市圏 15万4508人 | 鹿屋市          |
| 串良町       | 鹿屋 都市圏 11万1074人 | 鹿屋 都市圏 11万4435人 | 鹿屋 都市圏 12万7871人 | 鹿屋 都市圏 13万7544人 | 鹿屋 都市圏 15万2243人 | 鹿屋 都市圏 15万4508人 | 鹿屋市          |
| 吾平町       | 鹿屋 都市圏 11万1074人 | 鹿屋 都市圏 11万4435人 | 鹿屋 都市圏 12万7871人 | 鹿屋 都市圏 13万7544人 | 鹿屋 都市圏 15万2243人 | 鹿屋 都市圏 15万4508人 | 鹿屋市          |
| 高山町       | 鹿屋 都市圏 11万1074人 | 鹿屋 都市圏 11万4435人 | 鹿屋 都市圏 12万7871人 | 鹿屋 都市圏 13万7544人 | 鹿屋 都市圏 15万2243人 | 鹿屋 都市圏 15万4508人 | 肝付町          |
| 東串良町     | -                      | -                      | 鹿屋 都市圏 12万7871人 | 鹿屋 都市圏 13万7544人 | 鹿屋 都市圏 15万2243人 | 鹿屋 都市圏 15万4508人 | 東串良町        |
| 大根占町     | -                      | -                      | 鹿屋 都市圏 12万7871人 | 鹿屋 都市圏 13万7544人 | 鹿屋 都市圏 15万2243人 | 鹿屋 都市圏 15万4508人 | 錦江町          |
| 内之浦町     | -                      | -                      | -                      | 鹿屋 都市圏 13万7544人 | 鹿屋 都市圏 15万2243人 | 鹿屋 都市圏 15万4508人 | 肝付町          |
| 田代町       | -                      | -                      | -                      | 鹿屋 都市圏 13万7544人 | 鹿屋 都市圏 15万2243人 | 鹿屋 都市圏 15万4508人 | 錦江町          |
| 大崎町       | -                      | -                      | -                      | -                      | 鹿屋 都市圏 15万2243人 | 鹿屋 都市圏 15万4508人 | 大崎町          |
| 根占町       | -                      | -                      | -                      | -                      | -                      | 鹿屋 都市圏 15万4508人 | 南大隅町        |
| 佐多町       | -                      | -                      | -                      | -                      | -                      | 鹿屋 都市圏 15万4508人 | 南大隅町        |

- 2005年3月22日 - 肝属郡大根占町、田代町が合併し、 錦江町が発足。
- 2005年3月31日 - 肝属郡根占町、佐多町が合併し、 南大隅町が発足。
- 2005年7月1日 - 肝属郡高山町、内之浦町が合併し、 肝付町が発足。
- 2006年1月1日 - 鹿屋市、曽於郡輝北町、串良町、吾平町が合併し、新鹿屋市が発足。

## 広域行政の枠組み
鹿屋市が中心市となり、垂水市、志布志市、大崎町、東串良町、錦江町、南大隅町、肝付町と定住自立圏協定を締結している。